# Sympistis septu
Sympistis septu là một loài bướm đêm thuộc họ Noctuidae. Loài này có ở Colorado
Sải cánh dài 29–30 mm.